# IC 4007/2
IC 4007/2 је спирална галаксија у сазвијежђу Береникина коса која се налази на листи објеката дубоког неба у Индекс каталогу.
Деклинација објекта је + 19° 57' 46" а ректасцензија 13h 0m 6,7s. Привидна величина (магнитуда) објекта IC 4007 износи 16,7 а фотографска магнитуда 17,5.